# Volleybalclub Maaseik
Volleybalclub Maaseik, ook bekend onder de sponsornaam Volleybalclub Greenyard Maaseik is een Belgische volleybalclub.

## Geschiedenis
De vereniging vindt haar oorsprong in de jaren 50. Er werd in die tijd volleybal gespeeld in het Heilig Kruiscollege te Maaseik. De club van het college was echter alleen toegankelijk voor studenten. Nadat enkele van deze studenten de school verlieten richten ze op 17 maart 1960 de club Mavoc op, die langzaam opklom naar de nationale reeksen. In 1975 promoveerde de club naar de eredivisie als D&V Motors, de nieuwe sponsor. Tien jaar later veranderde de club haar naam in Noliko Maaseik en won de club de beker en speelde daarna voor het eerst Europees, tegen SC Leipzig.
De eerste titel werd in 1991 behaald en midden jaren 90 bereikten ze de top van het Belgische volleybal. Maaseik is de enige club in Europa die aan de eerste vijf edities van de Champions League deelnam.
In 2007/08 liet de club opnieuw van zich horen in Europa. Nadat Noliko werd uitgeschakeld in de Champions League kwam de club terecht in het vangnet van de CEV Cup, vergelijkbaar met de UEFA Cup in voetbal, en bereikte daar de Final Four en uiteindelijk zelfs de finale, die Noliko dan verloor tegen het Italiaanse Roma Volley.
In 2008 huldigde Noliko Maaseik officieel zijn nieuwe sporthal in: de Lotto Dôme. Het nieuwe complex is de nieuwe thuishaven van de club. Door deze nieuwe hal is Noliko niet meer verplicht uit te wijken naar de Expodroom in Bree voor zijn thuiswedstrijden in de Champions League.
In 2009 won de club voor de 11de keer de supercup.
In 2010 speelde Noliko weerom de final four van de CEV Cup : Cuneo won en organisator Noliko won brons door winst op de Italiaanse kampioen Piacenza in eigen Lotto Dôme.
In 2011 bereikte Noliko de Final 6 van de Champions League en miste op een haar de Final 4, na verlies in de golden set van het Poolse Jastrzebski.
Op 27 april 2011 werd Noliko Maaseik voor de 13de keer landskampioen door de play-off finales met 3 matchen tegen 1 te winnen van Asse-Lennik.
In 2014 bereikte de club voor het eerst in 21 jaar niet de play-offs om de landstitel. Ook in 2015 miste Maaseik de eindstrijd. De jaren daarop werd de finale telkens wel bereikt, maar verloren van Roeselare. Na 5 opeenvolgende titels voor Roeselare wist Maaseik in 2017/18 opnieuw de landstitel binnen te halen.
In 2017 introduceerde de club een nieuwe naam voor haar thuishaven. De LOTTO-Dôme werd omgedoopt tot de STEENGOED Arena. Halverwege datzelfde seizoen won Noliko de voor het eerst georganiseerde Champions Cup. In 2018 besloot de club van naam te veranderen. Noliko werd als sponsornaam vervangen door Greenyard, dat het bedrijf Noliko in 2011 had overgenomen.

## Huidige selectie
| Functie           | Naam           | Land |
| ----------------- | -------------- | ---- |
| Hoofdtrainer      | Guido Görtzen  | NED  |
| Assistent-trainer | Ivan Janssen   | BEL  |
| Assistent-trainer | Tim Rutten     | BEL  |
| Scouter           | Guy Schroyen   | BEL  |
| Fysiektrainer     | Fons Vranken   | BEL  |
| Fysiektrainer     | Tobren Martens | BEL  |
| Kinesist          | Luc Beesmans   | BEL  |
| Teammanager       | Ivo Rutten     | BEL  |

| No. | Naam                  | Land | Positie       |
| --- | --------------------- | ---- | ------------- |
| 2   | Sam Fafchamps         | BEL  | Midden        |
| 3   | Rens Bogaerts         | BEL  | Aanvaller     |
| 4   | Renet Vanker          | EST  | Spelverdeler  |
| 5   | Cody Kessel           | USA  | Receptie-Hoek |
| 6   | Francisco Iribarne    | ESP  | Aanvaller     |
| 8   | Thomas Neyens         | BEL  | Libero        |
| 9   | Andris Sirjakovs      | LET  | Aanvaller     |
| 10  | Jolan Cox             | BEL  | Opposite      |
| 11  | Landon Douglas Currie | CAN  | Libero        |
| 12  | Dawid Pawlun          | POL  | Spelverdeler  |
| 13  | Tijmen BUS            | BEL  | Aanvaller     |
| 14  | Miguel Angel Fornés   | ESP  | Midden        |
| 18  | Alex Saaremaa         | EST  | Midden        |
| 19  | Pierre Perin          | BEL  | Aanvaller     |

## Erelijst
- Liga A

Winnaar (16 ×) 1991, 1995, 1996, 1997, 1998, 1999, 2001, 2002, 2003, 2004, 2008, 2009, 2011, 2012, 2018, 2019
- Beker van België

Winnaar (14 ×) 1986, 1991, 1997, 1998, 1999, 2001, 2002, 2003, 2004, 2007, 2008, 2009, 2010, 2012
- Belgische Supercup

Winnaar (13 ×) 1996, 1997, 1998, 1999, 2001, 2002, 2003, 2006, 2008, 2009, 2010, 2011, 2012
- Belgian Champions Cup

Winnaar (1 x) 2016
- Champions League
  - Finalist: 1997 Europees vicekampioen, 1999 Europees vicekampioen, 2000 (brons)
- CEV Cup
  - Finalist: 2001 (brons), 2008 (zilver), 2010 (brons)
- CEV Europese Supercup (brons) 1999
- Beste organisatie Champions League 2005, 2007
- Sportploeg van het jaar 1997

## Bekende (ex-)spelers
- Michiel Ahyi
- Seppe Baetens
- Jay Blankenau
- Rob Bontje
- Teun Buijs
- Jolan Cox
- Bert Derkoningen
- Dennis Deroey
- Just Dronkers
- Nico Freriks
- Vital Heynen
- Kristof Hoho
- Robert Horstink
- Lou Kindt
- Kevin Klinkenberg
- Marko Klok
- François Lecat
- André Lopes
- Jelte Maan
- Jan Martínez Franchi
- Anders Mol
- Martin Perin
- Nuno Pinheiro
- Petr Plátenik
- Berto Poosen
- Jimmy Prenen
- Dragan Radovic
- Matias Raymaekers
- Ferre Reggers
- Jimmy Prenen
- Kamil Rycklicki
- José Rivera
- Jan Willem Roex
- Stephen Shittu
- Elias Thys
- Jo Van Decraen
- Simon Van de Voorde
- Kay van Dijk
- Brecht Van Kerckhove
- Matthias Valkiers
- Pieter Verhees
- Georg Wiebel
- Wout Wijsmans